# ATI FireMV

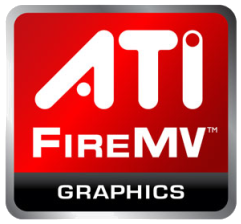
Логотип

FireMV це графічні карти, які позиціонуються як мультидисплейні (Multi-Display) 2D відеокарти з підтримкою 3D поряд із картами Radeon нижнього цінового діапазону. Є прямими конкурентами професійним відеокарт виробництва фірми Matrox. Карти FireMV націлені на корпоративне застосування, що потребує кілька дисплеїв, підключених до одного комп'ютера. Карти FireMV можна використовувати попарно, підключаючи в цьому випадку чотири дисплеї за допомогою VHDCI-конектора, або поодинці, підключаючи два дисплеї за допомогою DMS-59-конектора.
Карти FireMV існують у версіях для інтерфейсів PCI та PCI Express.
Незважаючи на те, що ці карти позиціонуються компанією ATI переважно як 2D карти, відеокарти FireMV 2250 підтримують OpenGL 2.0 завдяки чипу RV515, на оснві якого вони вироблялися. Він також присутній в серії Radeon X1000, випущеної в 2005 році.
FireMV 2260 став першою картою серед професійних 2D-відеокарт, що має два роз'єми DisplayPort та підтримку DirectX 10.1.

## Модельний ряд
| Конфігурація                    | Подвійні виходи        | Подвійні виходи           | Четверні виходи        | Четверні виходи                 |
| Конфігурація                    | FireMV 2260 Multi-View | FireMV 2270 Multi-View    | FireMV 2450 Multi-View | FireMV 2460 Multi-View          |
| ------------------------------- | ---------------------- | ------------------------- | ---------------------- | ------------------------------- |
| Дисплейні виходи                | два DisplayPort        | два DisplayPort, DVI, VGA | чотири DVI і VGA       | чотири DisplayPort і чотири DVI |
| Роз'єми для підключення         | 2 × DisplayPort        | DMS-59                    | 2 × VHDCI              | 4 × Mini DisplayPort            |
| Відеопам'ять                    | 256МіБ                 | 512МіБ or 1ГіБ            | 512МіБ                 | 512МіБ                          |
| Максимальна роздільна здатність | 2560×1600              | 2560×1600                 | 1920×1200              | 2560×1600                       |